# Matin Qaim
Matin Qaim (* 20. Dezember 1969 in Mainz) ist ein deutscher Agrarwissenschaftler und Professor für Agrarökonomie. Er leitet das Zentrum für Entwicklungsforschung und bekleidet die Schlegel-Professur an der Rheinischen Friedrich-Wilhelms-Universität Bonn.

## Leben
Qaim studierte an den Universitäten Bonn und Kiel Agrarwissenschaften. Nach seinem Abschluss in Kiel 1996 begann er seine Doktorarbeit in Agrarökonomie, mit der er 2000 an der Universität Bonn unter Joachim von Braun promoviert wurde. Als Emmy-Noether-Stipendiat habilitierte er sich dort 2003 in Landwirtschafts- und Entwicklungsökonomie. Zuvor, von 2001 bis 2003, war er Postdoktorand am Institut für Agrar- und Ressourcenökonomie der Universität von Kalifornien, Berkeley, in den USA, wo er unter David Zilberman arbeitete. 2004 berief ihn die Universität Hohenheim auf eine Professur für Internationalen Agrarhandel und Welternährungswirtschaft. 2007 folgte er einem Ruf an die Universität Göttingen. Im Jahr 2021 folgte er schließlich einem Ruf an die Universität Bonn.
Qaim ist verheiratet und hat zwei Töchter.

## Forschung
Qaim arbeitet vor allem zu Fragen der Welternährung und der nachhaltigen Landwirtschaft vor dem Hintergrund knapper natürlicher Ressourcen. Sein Hauptaugenmerk richtet er auf den kleinbäuerlichen Sektor in Ländern mit niedrigen und mittleren Einkommen, wo er Wechselwirkungen zwischen Landwirtschaft, Ernährung und Armut untersucht.
Qaim hat sich intensiv mit Palmöl und der damit verbundenen Abholzung des tropischen Regenwaldes in Südostasien befasst. Er sagte: „Das Problem ist nicht die Ölpalme. Das Problem ist, dass die Nachfrage nach Nahrung und Biomasse weltweit steigt und die Flächen knapp sind. […] Ein wichtiger Schritt wäre es, mehr auf Flächen zu produzieren, die bereits bewirtschaftet werden, anstatt zusätzlichen Wald zu roden.“ Da etwa 50 % des exportierten Palmöls für Biokraftstoffe verwendet wird und durch die Abholzung des Regenwaldes hohe Mengen an Kohlenstoffdioxid freigesetzt werden, fordert Qaim ein Verbot von Biodiesel.
Matin Qaim hat wegweisende Arbeiten zu den wirtschaftlichen, sozialen und ökologischen Effekten gentechnisch veränderter Pflanzen und anderer neuer Agrartechnologien vorgelegt. Außerdem beschäftigt er sich mit Effekten der Globalisierung im Agrar- und Ernährungssektor auf arme Haushalte im städtischen und ländlichen Raum – mit speziellem Fokus auf Fragen von Unterernährung, Überernährung und ernährungsbedingten Krankheiten. Er vertritt die Auffassung, dass sich mithilfe ertragreicherer Pflanzen – inklusive solcher die mit genomischen Züchtungsmethoden entwickelt wurden – der Flächenverbrauch und die Treibhausgasemissionen in der Landwirtschaft verringern lassen.
Im Rahmen großer interdisziplinärer Verbundprojekte untersucht Matin Qaim die Triebkräfte und Auswirkungen des raschen Landnutzungswandels in tropischen und subtropischen Regionen Afrikas, Asiens und Lateinamerikas. Ziel ist, Politikempfehlungen für nachhaltigere Landnutzung zu erarbeiten. So weist er zum Beispiel darauf hin, dass die derzeitigen Fleischpreise die hohen Umweltkosten nicht widerspiegeln und fordert eine deutliche Verringerung des Verbrauchs tierischer Produkte in den reichen Ländern, die einen hohen Pro-Kopf-Verbrauch haben.

## Mitgliedschaften
Im Jahr 2018 wurde Qaim zum Mitglied der Deutschen Akademie der Naturforscher Leopoldina gewählt. Qaim ist u. a. Mitglied der Kommission Lebenswissenschaften der Nationalen Akademie der Wissenschaft Leopoldina, der Akademie der Wissenschaften zu Göttingen sowie des Golden Rice Humanitarian Board. Er ist Fellow der American Agricultural and Applied Economics Association (AAEA) und Präsident der International Association of Agricultural Economists (IAAE).

## Veröffentlichungen (Auswahl)
- M. Qaim: The economics of genetically modified crops. In: Annual Review of Resource Economics. Band 1, 2009, S. 665–694, doi:10.1146/annurev.resource.050708.144203.
- W. Klümper, M. Qaim: A meta-analysis of the impacts of genetically modified crops. In: PLOS ONE. Band 9, 2014, S. e111629, doi:10.1371/journal.pone.0111629.
- K. T. Sibhatu, V. V. Krishna, M. Qaim: Production diversity and dietary diversity in smallholder farm households. In: PNAS. Band 112, 2015, S. 10657–10662, doi:10.1073/pnas.1510982112.
- T. Gödecke, A. J. Stein, M. Qaim: The global burden of chronic and hidden hunger: Trends and determinants. In: Global Food Security. Band 17, 2018, S. 21–29, doi:10.1016/j.gfs.2018.03.004.
- K. Purnhagen, S. Clemens, D. Eriksson, L. Fresco, J. Tosun, M. Qaim, R. Visser, A. Weber, J. Wesseler, D. Zilberman: Europe's Farm to Fork Strategy and Its Commitment to Biotechnology and Organic Farming: Conflicting or Complementary Goals? In: Trends in Plant Science. Band 26, 2021, S. 600–606, doi:10.1016/j.tplants.2021.03.012.
- M. Qaim, M.C. Parlasca: Agricultural Economics and the Transformation Toward Sustainable Agri-Food Systems. Agricultural Economics, Band 56, 2025, S. 327–335, https://doi.org/10.1111/agec.70023.
- T.-T. Nguyen, M. Qaim: Local and Regional Food Production Diversity are Positively Associated with Household Dietary Diversity in Rural Africa. Nature Food, Band 6, S. 205–212, https://doi.org/10.1038/s43016-024-01096-6.